# Deckenpfronn
Deckenpfronn ist eine von insgesamt 26 und – nach Einwohnerzahl – die zugleich kleinste Gemeinde im Landkreis Böblingen in Baden-Württemberg. Sie gehört zur Region Stuttgart (bis 1992 Region Mittlerer Neckar) sowie zur Randzone der europäischen Metropolregion Stuttgart und liegt im westlichen Teil des Landkreises an der Grenze zum Landkreis Calw. Zum Dorf Deckenpfronn gehört Tennental.

## Geographie

### Geographische Lage
Deckenpfronn liegt auf einer flachgewellten Hochfläche im Übergangsbereich zwischen dem Heckengäu und dem Korngäu bzw. zwischen den Regierungsbezirken Stuttgart und Karlsruhe, sieben Kilometer nordwestlich von Herrenberg und zehn Kilometer südöstlich von Calw. Der Ort ist durch die Bundesstraße 296 sowie Landes- und Kreisstraßen an das Fernverkehrsnetz angeschlossen. Die fünf Kilometer entfernte Anschlussstelle Gärtringen der Bundesautobahn 81 ist in zehn Autominuten zu erreichen. Der ÖPNV erfolgt durch Buslinien des Verkehrs- und Tarifverbundes Stuttgart (VVS). Westlich des Ortes beginnt der nördliche Schwarzwald. Er gehört naturräumlich zur übergeordneten Einheit der Oberen Gäue. Der höchste Punkt liegt auf 599,27 m ü. NHN im Nordwesten, der tiefste Punkt westlich des Ortes auf 499,56 m ü. NHN.

### Nachbargemeinden
Deckenpfronn hat insgesamt sechs Nachbargemeinden: Aidlingen, Gärtringen, Herrenberg (Landkreis Böblingen), Wildberg, Calw und Gechingen (Landkreis Calw).

### Geologie
Geologisch gesehen befindet sich Deckenpfronn an der zwischen der Nagold im Westen und der Würm im Osten verlaufenden Wasserscheide, die im oberen Wald südwestlich von Deckenpfronn in den Bezirk einzieht. Die fruchtbaren Lössböden gehen in die Hecken- und Heidelandschaft über und bestehen aus den Verwitterungen des Hauptmuschelkalks, des Muschelkalkdolomits sowie des Lettenkohlenmergels. Im Westen schließt der Buntsandstein an.

## Geschichte

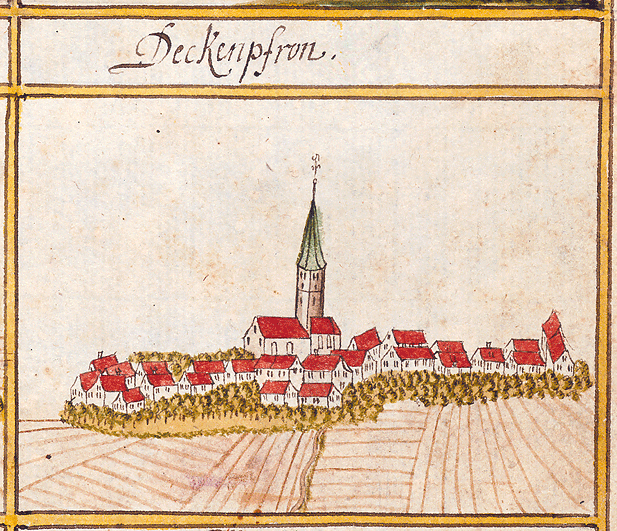
Deckenpfronn 1681, Forstlagerbuch von Andreas Kieser

### Frühgeschichtliche Entwicklung
Es gilt als sicher, dass schon vor 3500 Jahren Menschen auf dem Gebiet der Gemeinde lebten. Deckenpfronn wurde wohl schon im Jahre 830 „Teckenprun“ als Besitz des Klosters Hirsau genannt. Erstmals offiziell erwähnt wird „Deggenphrum“ in einer von König Heinrich IV. am 9. Oktober 1075 bestätigten Urkunde des Grafen Adalbert II. von Calw über die Erneuerung der Schenkung von Gütern in Deckenpfronn an das Kloster Hirsau. Die am Ende des sogenannten Investiturstreits zwischen Kirche und Staat stehende Urkunde ist das für die weltgeschichtliche Entwicklung bedeutsam gewordene „Hirsauer Formular“. Darin wurde der Ort „Deggenphrum“ unter dem Ortsadel im 13. Jahrhundert „Teckenphron“, seit 1260 „Tekkenphrunde“, seit 1342 „Deckenpfrond“ genannt. 1388 kam Deckenpfronn zu Württemberg. Ab 1850 ist der heutige Name „Deckenpfronn“ eingeführt.
Die Deutung „Dekanats Pfründe“ gilt als am wahrscheinlichsten, weil Deckenpfronn seit jeher zum Dekanat Calw gehört hat und das Kameralamt Calw für die Einziehung des Zehnten verantwortlich war. Namensableitungen von „Dego“ und „Veronika“ (Frun, Fron, Fro) haben sich nicht bestätigt.
Im Laufe der Jahrhunderte entwickelte sich ein dicht bebauter Ortskern, wie er für die Altsiedellandschaften typisch und charakteristisch ist. An der schmalen Hauptstraße standen zumeist verputzte Fachwerkhäuser mit Giebeldach. Dahinter befanden sich Ställe und Scheunen, daran anschließend die Gärten des Dorfes. Die Kirchenburg mit der Nikolauskirche am heutigen Platz, das „Schlössle“ (der heute Friedhof), später das Schulhaus und das Widembauernhaus bildeten das Zentrum des frühen Dorfes.
Um das Jahr 1300 hat der Ort etwa 300 Einwohner. Nachdem die Pest schon im Jahre 1348 den Ort fast menschenleer gemacht hatte, bewirkte der Dreißigjährige Krieg zum zweiten Mal eine Katastrophe. Die Erholung dauerte lange und erst mit dem beginnenden 18. Jahrhundert entwickelte sich der Ort als „ansehnlicher Flecken“ zu einer anerkannten Viehzüchtergemeinde und der bäuerliche Zusammenhalt wurde sehr gefestigt.

### 19. Jahrhundert
Bei der Neugliederung des jungen Königreichs Württemberg am Anfang des 19. Jahrhunderts blieb die traditionelle Zugehörigkeit von Deckenpfronn zum Oberamt Calw bestehen.
Im Jahr 1818 wurde die Nikolauskirche neu erbaut. Der an der nördlichen Seite der Kirche gelegene Begräbnißplatz wurde im Jahr 1840 erweitert. Das alte Rathaus mit Türmchen und Glocke auf dem First wurde 1829 neu erbaut und 1842 um 5000 Gulden von der Gemeinde erkauft. Das in den Jahren 1829 und 1842 namhaft verbesserte Schulhaus enthielt neben drei Klassenzimmern die Wohnungen des Schulmeisters, des Unterlehrers und des Schulgehilfen, sowie den Schafstall im unteren Stockwerk. Ein öffentliches Waschhaus ließ die Gemeinde im Jahr 1824 an der Stelle des früheren erbauen. Fast jeder Bauer konnte nur mit einem handwerklichen Zubrot seine Familie ernähren. So gab es um 1850 in Deckenpfronn 23 Brotbäcker, die jedoch nur einmal wöchentlich buken, 9 Schmiede, 27 Schuhmacher, 36 Maurer sowie viele Schindelmacher, die das aus dem heimischen Wald gewonnene Material zur Dachabdichtung in den Städten anboten.

### 20. Jahrhundert
Zu Beginn des 20. Jahrhunderts fanden einige Innovationen statt, die erheblich zum Fortschritt in der Gemeinde beitrugen. Es erfolgte der Bau der ersten öffentlichen Wasserleitung, die Errichtung von Leitungen für elektrischen Strom und die Gründung der Molkereigenossenschaft. Initiator dieser Entwicklungen war der engagierte Schultheiß Christian Luz.
Bei der Kreisreform während der NS-Zeit in Württemberg gelangte die Gemeinde 1938 zum neu umgrenzten Landkreis Calw.
Kurz vor dem Ende des Zweiten Weltkrieges erfolgte am Morgen des 21. April 1945 ein Luftangriff mit 14 Jagdbombern auf Deckenpfronn, wobei durch Spreng- und Brandbomben 70 % des Ortes zerstört wurden, darunter auch alle öffentlichen Einrichtungen wie die Nikolauskirche, das Rathaus, die Schule, der Farrenstall und die Molkerei. Die alten, eng aneinander stehenden Fachwerkhäuser konnten dem Feuersturm kaum Widerstand leisten. Insgesamt 160 Gebäude brannten ab. Lediglich der westliche Teil des Ortes, das alte Pfarrhaus sowie einige Gebäude am Ortsrand entgingen der Katastrophe. 11 Menschen starben bei dem Angriff, über 600 Personen wurden obdachlos. Die Menschen lebten in der Folge einige Jahre lang in engsten Wohnverhältnissen im verbliebenen Dorf, im früheren RAD-Lager oder in den Gebäuden des nahen Lerchenbergs.
1945 wurde Deckenpfronn Teil der Französischen Besatzungszone und kam somit zum neu gegründeten Land Württemberg-Hohenzollern, welches 1952 im Land Baden-Württemberg aufging.
Die Wohnungsnot hat den raschen Beginn der Wiederaufbauplanung im Herbst 1945 begünstigt und schon 1946 lag der Entwurf des dann 1951 förmlich festgelegten Ortsbauplanes fest. Dabei wurde der von den Vorstellungen des berühmten Paul Bonatz geprägte Liebenzeller Architekt Hermann Hornbacher in Gemeinschaft mit Vermessungsrat Charrier zum Baumeister des Wiederaufbaus. Bereits 1948 wurden die ersten Gebäude bezogen, die fast alle in Fachwerk gebaut waren. Ihre Gestaltung folgte den Vorstellungen des an der Universität Stuttgart gelehrten Architekturmodells „Stuttgarter Schule“ und denen der Heimatschutzarchitektur der 1920/30er-Jahre. Das Prinzip „aufgelockerte Bebauung“ mit Grundstücken um 10 Ar war angesagt, führte aber zu kaum bewältigbaren Streitigkeiten. Jeder wollte dort sein, wo er früher war, doch die kleinen Grundstücke ermöglichten das nicht. Es mussten 22 Hektar Fläche überplant werden, um die neuen Ziele erfüllen zu können. „Heftige Diskussionen über die Einbeziehung von Gelände in die Baulandumgebung, über Bauplatzzuteilung und Straßenführung, über Stellung und Art der Gebäude kosteten Kraft und Nerven. Die Finanzierung bereitete großen Kummer und kaum einer glaubt, dass er jemals wieder seines Lebens froh werden könnte“, so der Kommentar des damals amtierenden Bürgermeisters Ulrich.
Mit dem „aufgelockerten Wiederaufbau“ wurden die Parzellen vergrößert, die nun auch alle direkt von der Straße aus zugänglich waren. Die landwirtschaftlichen Anwesen verlagerte man an die neuen Parallelstraßen im Norden und Süden, die dadurch eine nachhaltige Funktionsfähigkeit erhielten. Das zentrale Verkehrsgefüge wurde beibehalten; die einst schmale Hauptstraße wurde verbreitert, begradigt und zum städtisch wirkenden Marktplatz erweitert, auf dem wieder die drei Jahresmärkte abgehalten werden, und blieb für Wohn- und Geschäftshäuser reserviert.

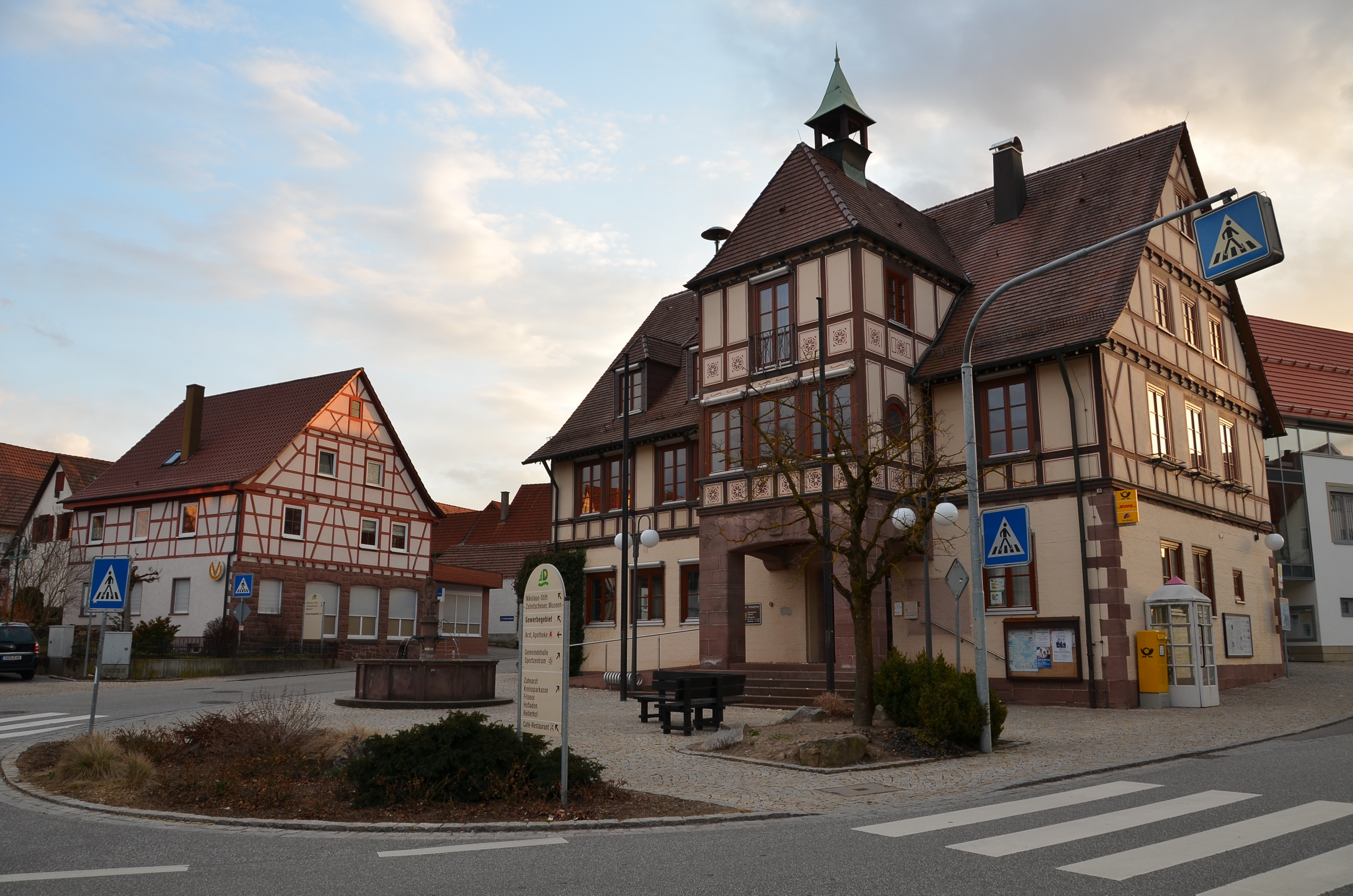
Deckenpfronn

Der zunächst vorangetriebene und 1951 abgeschlossene Wiederaufbau der Privatanwesen wurde durch Kredite unterstützt. Die öffentliche Bauten wurden bis zu 90 % vom Staat bezuschusst. Am 19. Juli 1953 wurde die Kirche wiedereingeweiht und das Rathaus wurde an der sogenannten „Schmiedspitze“ am oberen Kopf des Marktplatzes neu gebaut. Mit einem großen Heimattag und Festzug konnte an Pfingsten 1957 der Wiederaufbau von Deckenpfronn schließlich offiziell abgeschlossen werden.
Die weitere Ortsentwicklung hat vor allem die nachwachsende Generation geprägt. Junge Familien, die nicht mehr im Elternhaus bleiben wollten, suchten neuen Wohnraum. So wagte der Gemeinderat es schon im Jahr 1960, an die unzähligen Kleingärten im Brühl mit einer Gesamtfläche von acht Hektar zu gehen und dort neues Bauland auszuweisen. Neue, großflächige Siedlungsgebiete entstanden bis zur Mitte der 1960er Jahre vorwiegend im Süden und Norden der Gemeinde. In Zusammenhang mit einer Flurbereinigung entstanden 1965 einige Aussiedlerhöfe rund um den Ort. Seit 1966 wurden kontinuierlich weitere Baugebiete am südwestlichen und südöstlichen Ortsrand erschlossen, zum Beispiel 1971 das Gebiet „Osterbuckel“, 1972, 1976, 1983 und 1993 die Wohngebiete im „Angel“, im „Frontal“, im „Kampfäcker“ und am „Gärtringer Weg“ und zuletzt 2008 das Wohngebiet „Lüsse“ mit sieben Hektar Fläche in Richtung Gärtringen. Seit 1980 besteht an der Bundesstraße 296 ein geschlossenes Gewerbegebiet.
Auch die Zahl und Infrastruktur der öffentlichen Einrichtungen konnten dem rasanten Strukturwandel angemessen standhalten: Im Zuge einer umfassenden Ortskernsanierung und nach der Sicherung der Ver- und Entsorgungseinrichtungen, dem Bau einer eigenen Sammelkläranlage und der zeitgemäßen Gestaltung beleuchteter Straßen und Plätze folgte der mehrmalige Umbau der Grundschule, ein neuer Kindergarten entstand und die Feuerwehr erhielt ein zukunftgerechtes Haus im Gewerbegebiet. Nach der 1980 eingeweihten Gemeindehalle wurde im Jahr 1987 auch die erhaltene Zehntscheuer zum Bürgerhaus umgebaut.
Es wurden neue Rahmenbedingungen für die Landwirtschaft festgesetzt. Ortsansässige Landwirte fanden bei Betrieben wie „Wärme und Kälte-Dongus“ bessere Verdienstmöglichkeiten.
Deckenpfronn gehörte noch bis zum 31. Dezember 1972 zum alten Landkreis Calw und wurde dann durch die Umgliederung im Zuge der Kreisreform in Baden-Württemberg am 1. Januar 1973 ein Bestandteil des Landkreises Böblingen, dessen kleinste selbstständige Gemeinde sie heute ist.

### Religionen
1535 wurde in Deckenpfronn die Reformation eingeführt, der letzte katholische Priester Martin Yelin wurde erster evangelischer Pfarrer. Die rund 1800 evangelischen Christen sind der örtlichen „Evangelischen Kirchengemeinde Deckenpfronn“, die Katholiken der katholischen Kirchengemeinde „St. Antonius Herrenberg-Kuppingen“ zugehörig.

### Einwohnerentwicklung
- 1621: 488
- 1653: 355
- 1661: 333
- 1676: 428
- 1684: 415
- 1700: 421
- 1711: 490
- 1721: 514
- 1731: 503
- 1741: 535
- 1763: 635
- 1783: 707
- 1800: 829
- 1811: 970
- 1816: 1018
- 1831: 1216
- 1832: 1178
- 1841: 1271
- 1851: 1351
- 1852: 1111
- 1860: 1178
- 1861: 1240
- 1871: 1162
- 1875: 1118
- 1880: 1202
- 1890: 1193
- 1900: 1178
- 1910: 1132
- 1925: 1087
- 1933: 1084
- 1939: 1071
- 1950: 1003
- 1955: 1142
- 1961: 1224
- 1965: 1291
- 1970: 1504
- 1975: 1754
- 1980: 1971
- 1985: 2065
- 1990: 2231
- 1995: 2416
- 2000: 2778
- 2005: 2929
- 2010: 3168
- 2015: 3306
- 2020: 3372

## Politik

### Gemeinderat
Der Gemeinderat in Deckenpfronn hat zwölf Mitglieder. Bei der Kommunalwahl am 9. Juni 2024 wurde in Deckenpfronn nach dem System der Mehrheitswahl gewählt. Das bedeutet, dass nur eine Liste aufgestellt war (Gemeinsam für Deckenpfronn) und die Bewerber mit den höchsten Stimmenzahlen gewählt sind. Der Gemeinderat besteht aus den ehrenamtlichen Gemeinderäten und dem Bürgermeister als Vorsitzendem mit Stimmrecht. Die Wahlbeteiligung lag bei 73,76 % (2019: 69,44 %).

### Bürgermeister
Bürgermeister ist seit 2025 Dennis Mews. Zuvor waren von 1969 bis 2009 Winfried Kuppler und von 2009 bis 2025 Daniel Gött Bürgermeister.

### Wappen
| Wappen der Gemeinde Deckenpfronn | Blasonierung: „Unter goldenem (gelbem) Schildhaupt, darin ein linkshin liegender grüner Tannenzweig, in Grün ein aus dem Unterrand emporkommender, nach links gekehrter goldener (gelber) Abtsstab zwischen zwei abgeschnittenen goldenen (gelben) Ähren.“ |
| Wappen der Gemeinde Deckenpfronn | Wappenbegründung: Der seit 1681 auf Marksteinen belegte Abtsstab weist auf das Kloster Hirsau hin, das hier seit dem 9. Jahrhundert Besitz hatte. Im nicht heraldisch aufgefassten Stempelbild des bis 1930 gebrauchten Gemeindesiegels ist eine auch als Heugabel missverstandene Abwandlung des Abtsstabs zusammen mit der Initiale D zu sehen. Ende 1930 erscheint ein Wappen, das vom heutigen nur insoweit abweicht, als das das Schildhaupt einen Eichenzweig enthält, unter dem der Abtsstab samt dem Buchstaben D zwischen vier Ähren, früher Dinkel und heute Weizen, zu sehen ist. Das Wappen symbolisiert den Wald und die Landwirtschaft in Deckenpfronn sowie die fruchtbaren Lössböden des Oberen Gäus. Das heutige Wappen wurde der Gemeinde Deckenpfronn am 23. September 1948 verliehen. |

### Gemeindepartnerschaft
Seit 1990 besteht eine Gemeindepartnerschaft mit Weißenberg in der Oberlausitz in Sachsen.

## Bildungseinrichtungen
- Gottlob-Ernst-Grundschule
- Volkshochschule Deckenpfronn als Außenstelle der Volkshochschule Herrenberg
- Fachschule für Heilerziehungspflege in der Dorfgemeinschaft Tennental, Tennentaler Gemeinschaften e. V.

### Tennental
In Richtung Gärtringen liegt inmitten der Feldflur die zu Deckenpfronn gehörende Dorfgemeinschaft „Tennental“. Dies ist eine Behinderteneinrichtung nach anthroposophischem Leitbild mit Heilerziehungspflegeschule (siehe oben).

## Kultur und Sehenswürdigkeiten
Das Rathaus befindet sich unmittelbar am Marktplatz. Es zeichnet sich durch ein massives Erdgeschoss mit aus Sparsamkeit geschlämmten Ziegelsteinen, ein Fachwerkobergeschoss sowie typische Baudetails wie asymmetrische Erker, eine Eingangslaube und ein Glockentürmchen auf dem Dach aus.
Die Zehntscheuer in der Herrenberger Straße 23 ist gleichzeitig Bürgerhaus, Heimatmuseum und Veranstaltungsort für Kleinkunst. In der Pfarrscheuer (Berghütte 9) wurde 2009 das Museum „Heiß-Kalt“ eröffnet, welches unter Regie des Vereins „Kulturwerkstatt Deckenpfronn“ Exponate aus der Ortsgeschichte präsentiert.
Nördlich von Deckenpfronn auf dem zu Gültlingen gehörenden Lerchenberg liegt die Funkstelle Lerchenberg der Landesbehörden, zu der auch ein 81 Meter hoher Fernmeldeturm gehört.
Südwestlich von Deckenpfronn an der Bundesstraße 296 liegt als interessantes Ausflugsziel das Segelfluggelände Deckenpfronn-Egelsee, auf dem bei gutem Wetter an den Wochenenden Segelflieger zu ihren Flügen über den Schwarzwald und die Schwäbische Alb starten.

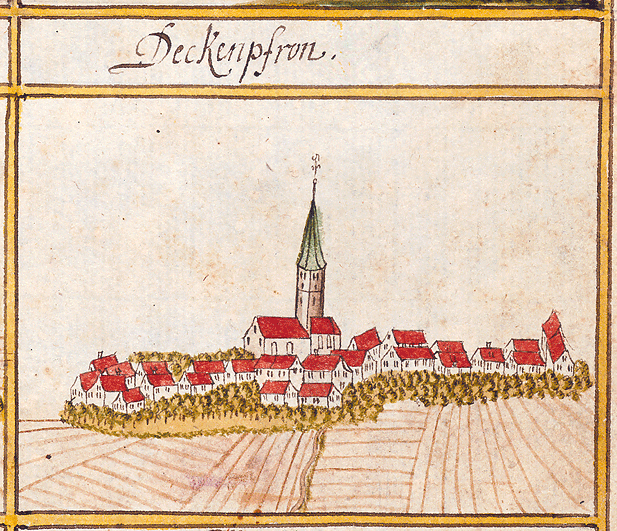
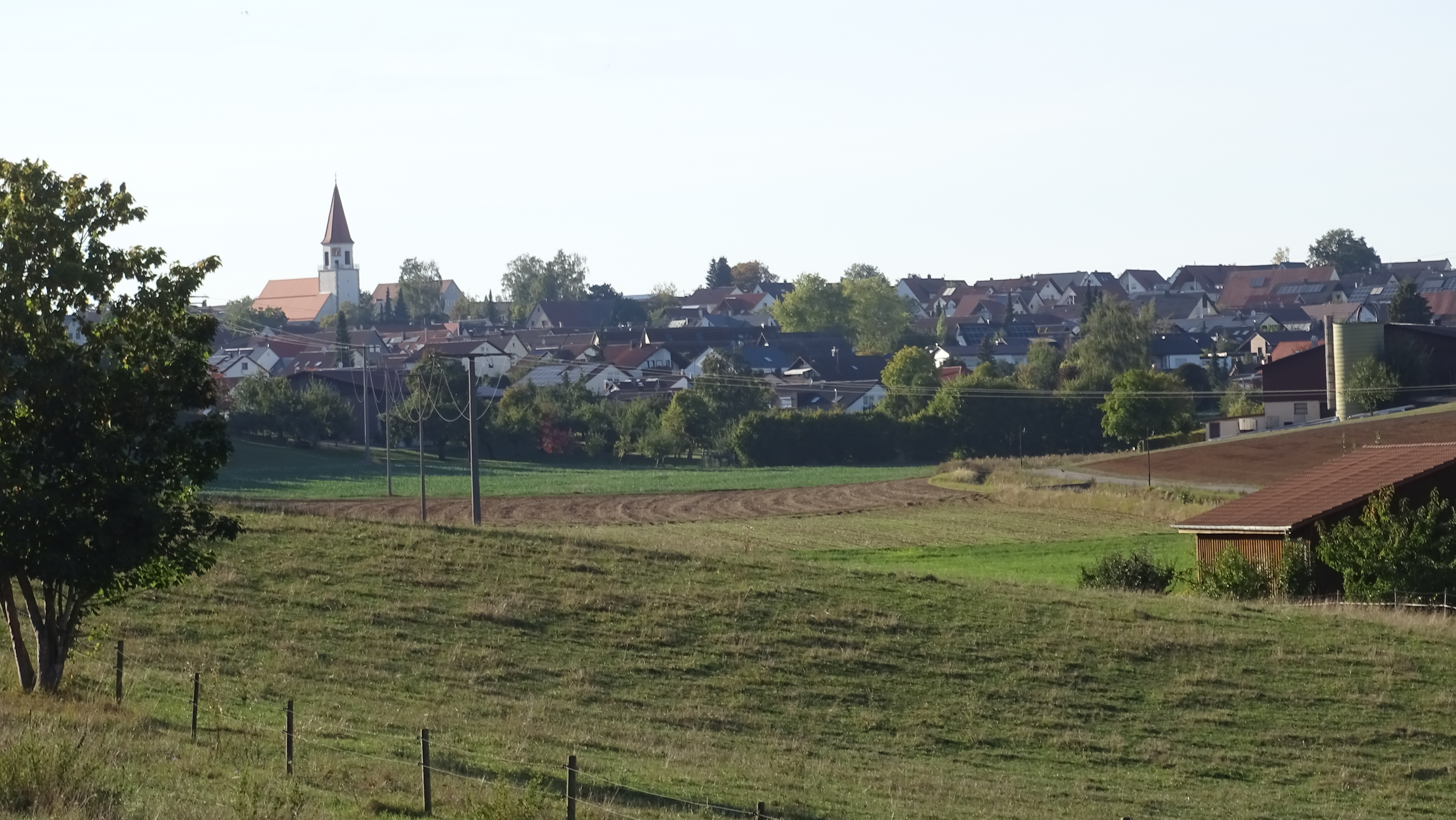
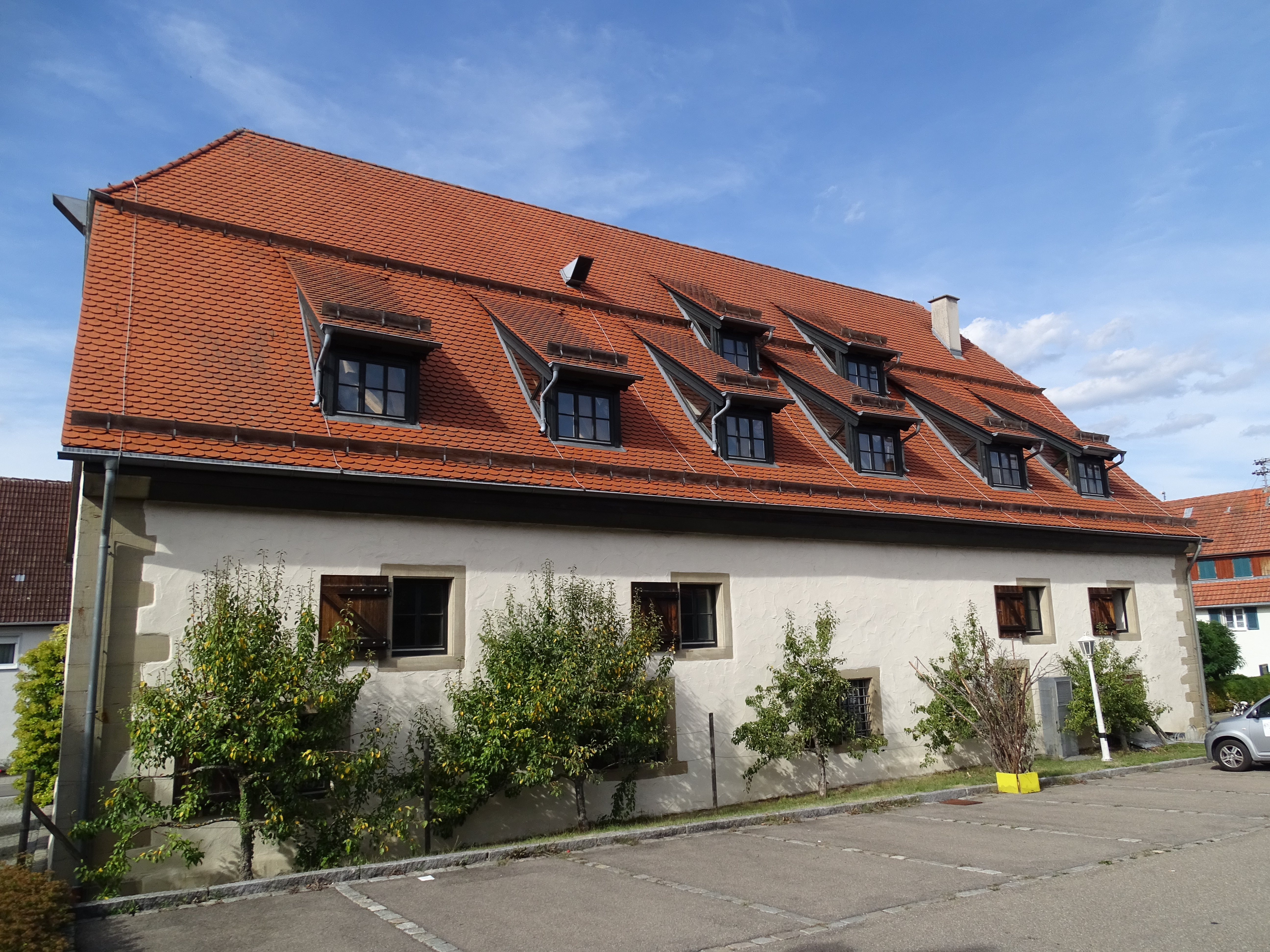
Zehntscheuer
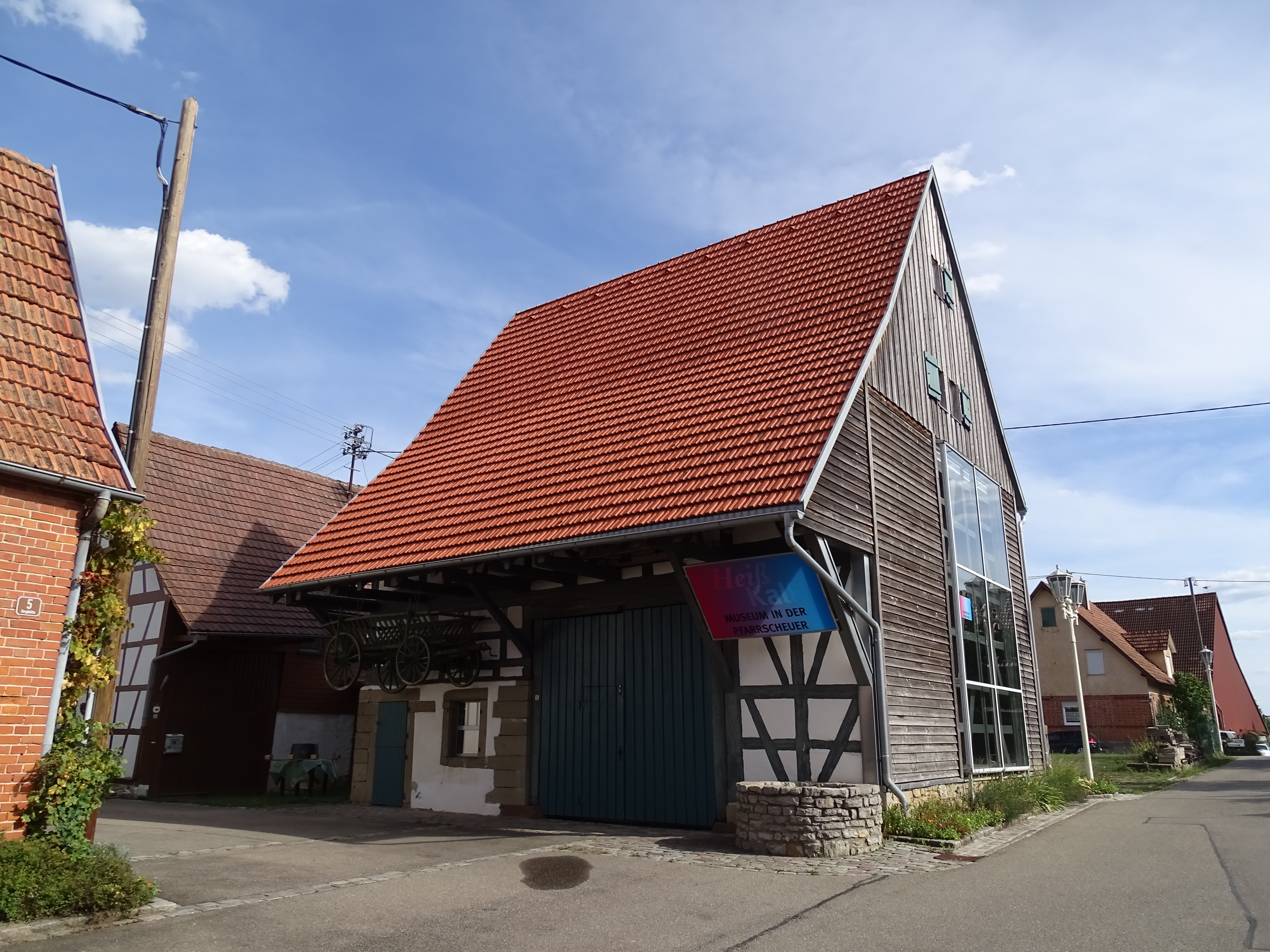
Pfarrscheuer
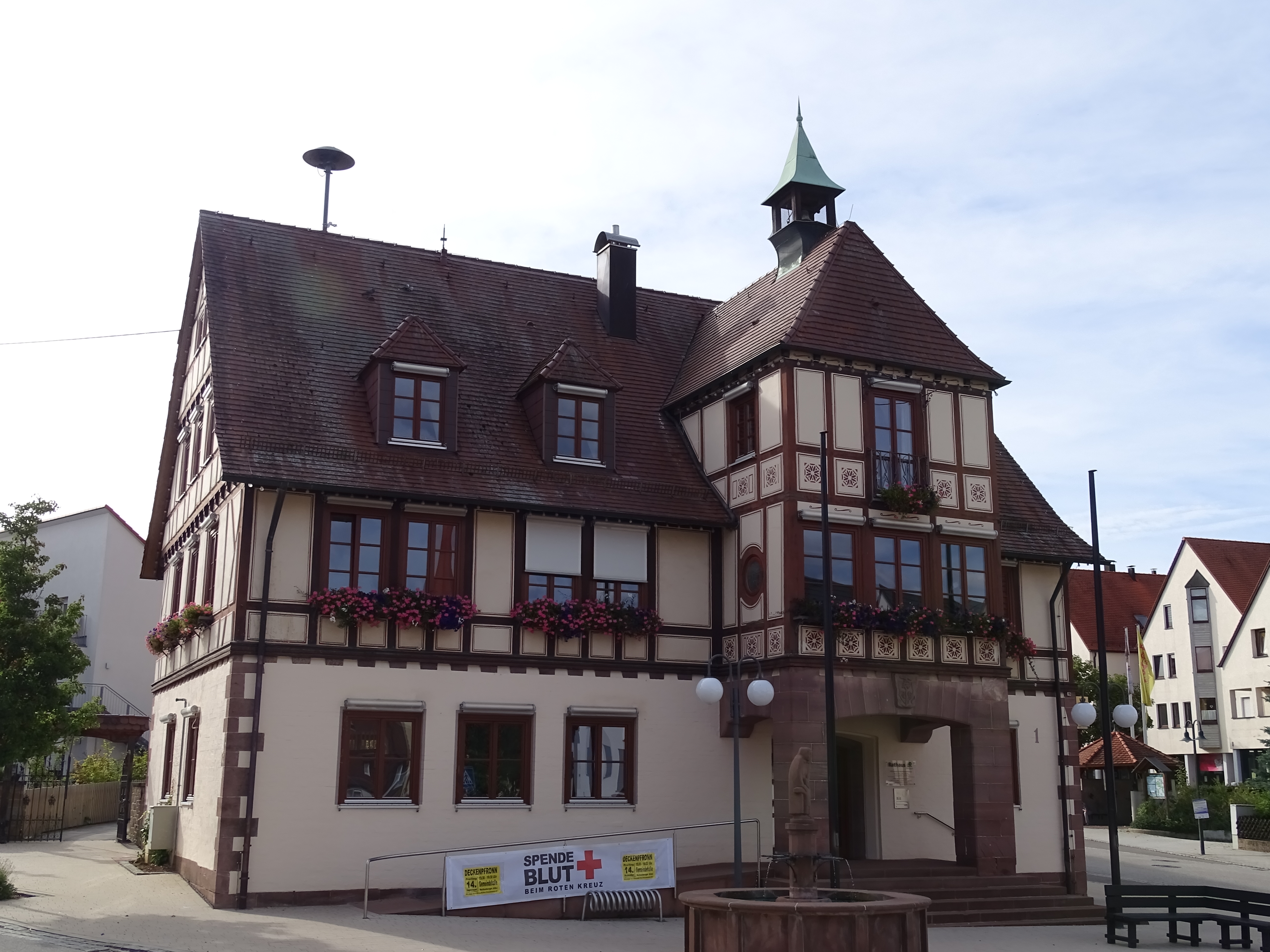
Rathaus
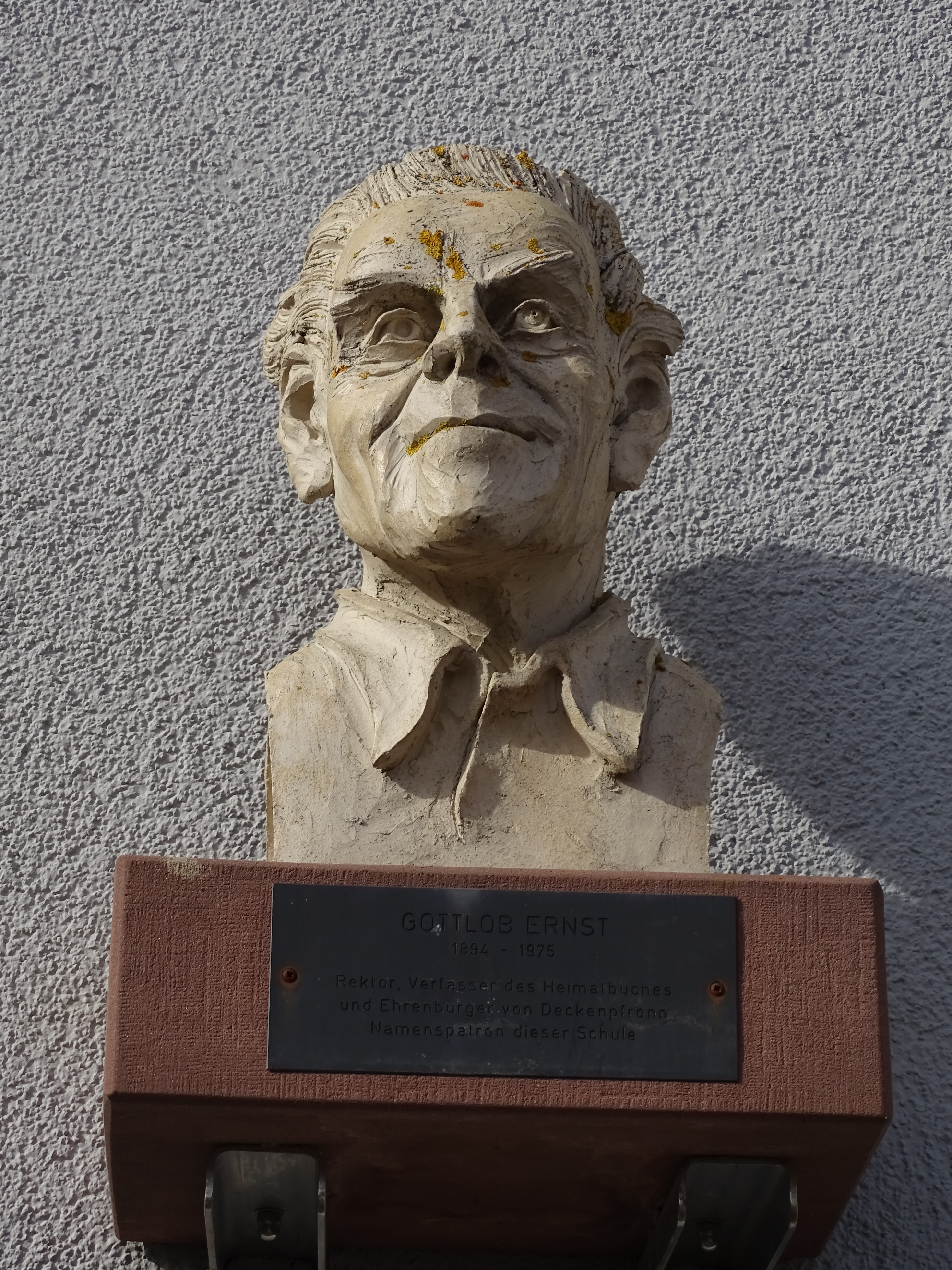
Gottlob Ernst-Büste
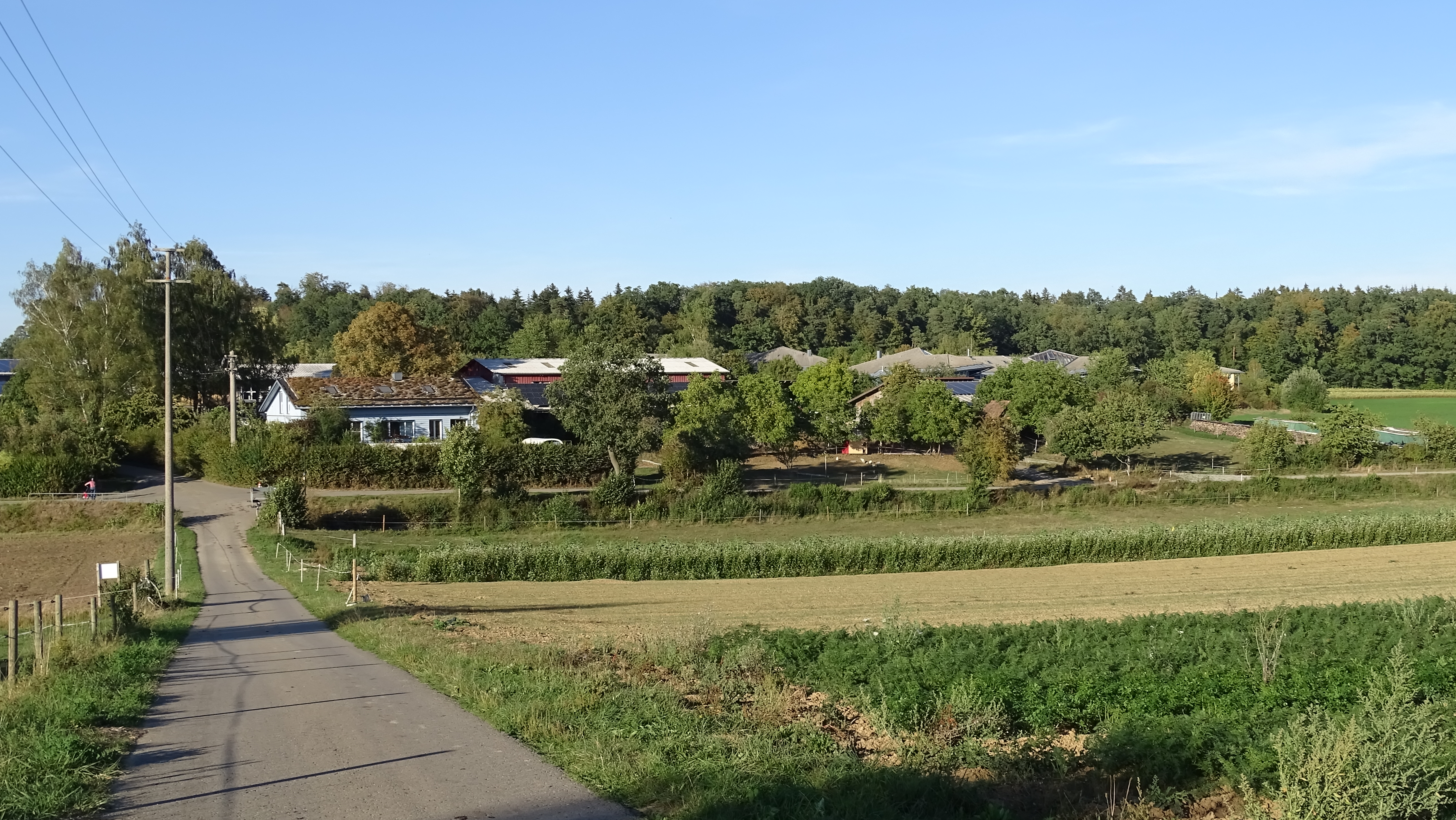
Tennental
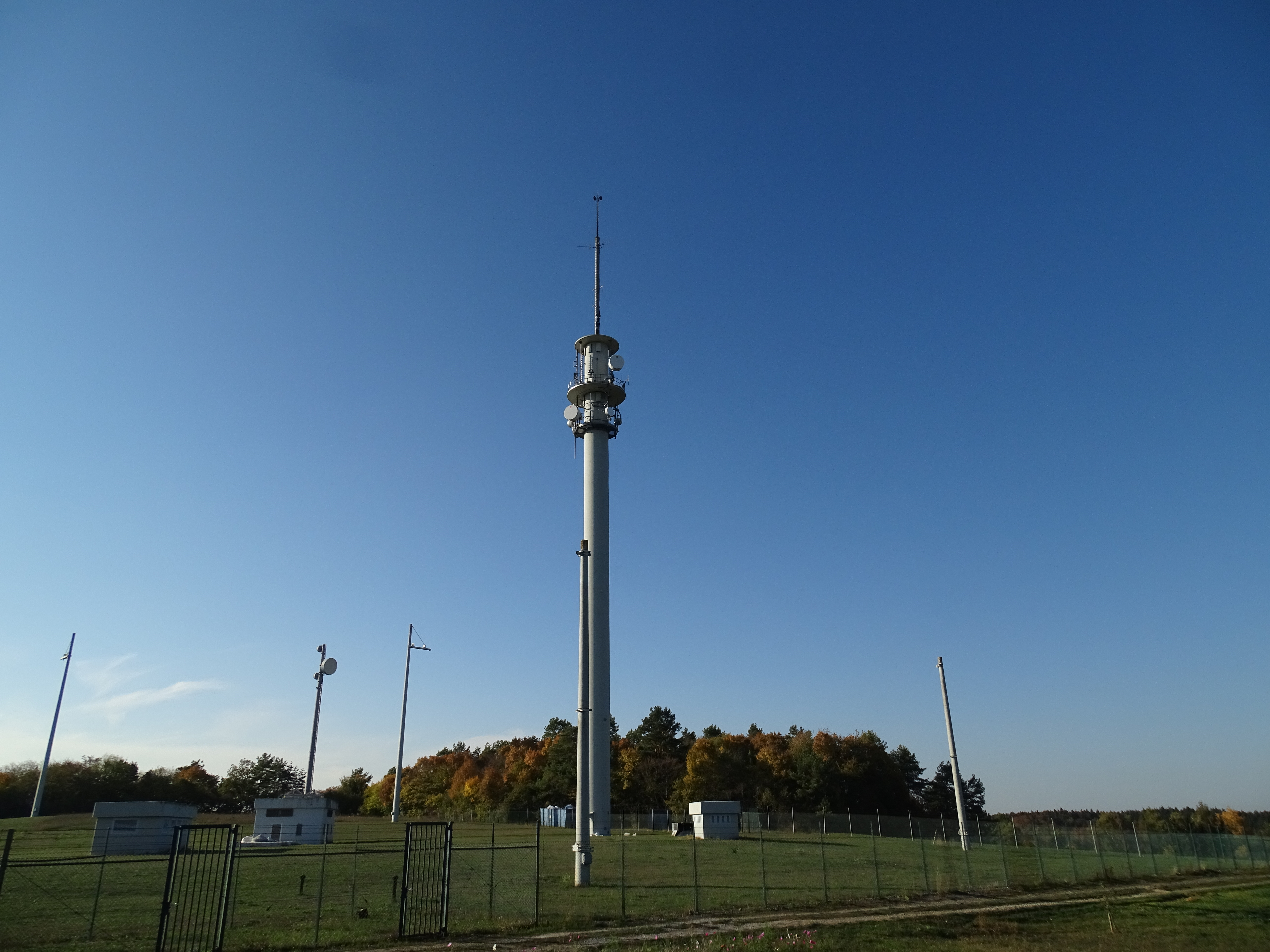
Funkstelle Lerchenberg

## Ehrenbürger
- Winfried Kuppler (Bürgermeister von 1969 bis 2009)